# منصورآباد (زیدآباد)
منصورآباد روستایی در دهستان زیدآباد بخش زیدآباد شهرستان سیرجان استان کرمان ایران است.

## جمعیت
بر پایه سرشماری عمومی نفوس و مسکن در سال ۱۳۹۵ جمعیت این مکان ۱۱۲ نفر (۳۴خانوار) بوده‌است.
مهدی عمادابادی
1. ↑  «نتایج سرشماری ایران در سال ۱۳۹۵». درگاه ملی آمار. بایگانی‌شده از اصلی (اکسل) در ۲۰ شهریور ۱۴۰۲.